# Превокур
Превоку́р (фр. Prévocourt) — коммуна во французском департаменте Мозель региона Лотарингия. Относится к  кантону Дельм.	

## География
Превокур расположен в 30 км к юго-востоку от Меца. Соседние коммуны: Морвиль-сюр-Нье на севере, Люси на северо-востоке, Фремери и Орон на востоке, Фонтени на юго-востоке, Вивье на юге, Тенкри, Дельм и Пюзьё на юго-западе, Ксокур на западе, Бакур на северо-западе.

## История
- Деревня баронов де Вивье, домен аббатств Сен-Максимена Трира и Меттлаша.

## Демография
По переписи 2008 года в коммуне проживало 104 человека.	

## Достопримечательности
- Церковь Сен-Жан-Батист 1905 года.